# 環宇海灣
環宇海灣（英語：City Point）是位於香港新界荃灣的大型私人屋苑，為港鐵上蓋發展項目，建於屯馬綫葵青隧道上方。環宇海灣共有7座，前迎藍巴勒海峽，部分單位坐擁海景。地皮面積達113,064平方呎，合共提供1,717個單位，由港鐵公司、長江實業及南豐集團合作發展，建築師為興業建築師有限公司，於2015年3月落成。
截至2014年12月24日，該屋苑錄得1,683宗登記，成為2014年登記宗數最多的全新一手項目，登記總值約$119.59億。

## 概述
環宇海灣前臨荃灣海濱公園，環境寧靜舒服。鄰近多個大型新式商場，如海之戀商場，荃新天地及如心廣場，各式連鎖店、餐廳、百貨公司、超市等應有盡有。而於沙咀道、楊屋道一帶有多間民生商店及食肆、街市（楊屋道街市）及商場（協和廣場）等均一應俱全，提供多元化的購物及吃喝玩樂的選擇。
交通方面，環宇海灣距離港鐵西鐵線荃灣西站約6 - 8分鐘步程，同時於德士古道、永順街沿線有多條巴士及小巴路線，來往港九新界多處地方。
社區康體設施方面，附近有荃灣海濱公園（當中特設寵物公園與海濱長廊），荃灣體育館及荃灣公園供公眾消閒休憩。
屋苑附近亦有多所中小學校，生活及娛樂設施一應俱全。校網方面，分別為荃灣區（幼稚園及中學）、62校網（小學）。

## 歷史
2005年1月，九廣鐵路公司宣佈於該年內推出荃灣西站七區項目，然而最後決定延遲一年推出。
2006年10月，九鐵公司邀請財團遞交意向書，當時共13個財團遞交，至2007年4月，僅餘下長江實業、恒基地產、新鴻基地產及信和置業入標，其中信和置業所遞交的標書被視為無效，最終因補地價過高而流標。該次招標亦是兩鐵合併前，九鐵最後一個推出招標的上蓋項目。
至2008年9月，港鐵公司重新招標「荃灣西站七區項目（TW7）」，長江實業以建東投資有限公司名義投得，預計項目投資額約60億元，其後同年12月向南豐集團出售項目一成半股權。2012年7月，城規會通過放寬非住宅部分的地積比率，而住宅單位數目由1,740伙減至1,720伙。
項目建築期間，樓盤中文名稱暫稱為「環宇」，英文名稱則為「City Point」。
2014年1月7日，環宇更改樓盤中文名，命名為「環宇海灣」，英文名稱依舊保留為City Point。
2014年5月14日，發展商上載售樓說明書 。
2014年5月22日，正式公佈首批價單，售價由535.2萬至1,309.6萬。

## 住宅
此屋苑由7座樓高49至52層的物業所組成，各配置四部升降機，合共提供1,717個單位，實用面積約498至1,467平方呎，每層一梯2至6伙。物業主打三、四房戶，當中三房戶共798伙，四房戶共有322伙，實用面積由849至914方呎，則佔整體約20%，分布第1、2及6座，大部分四房可享海景，而兩房戶共有542伙，佔整體單位約30%。項目早於2013年5月申請預售樓花同意書，其位於港景匯商場3樓示範單位及售樓處亦已準備就緒。最後，項目在2015年3月下旬落成。
在七座樓宇當中，第7及8座採用單方向設計，而部分單位（如第1座C室、第2座B室、第3、5、7、8座C及D單位、第6座B及C單位）採用當時發展商常採用的巨型長型窗台設計。

### 樓層分布
- 1-3、5-6座：7-52樓（不設13、14、24、34、44；26樓為隔火層）
- 7-8座：7-49樓（不設13、14、24、34、44；22樓為隔火層）

## 會所
環宇海灣設有大型獨立會所，為荃灣西鄰近屋苑包括柏傲灣，海之戀與全城匯的會所中規模最大。
環宇海灣會所命名為Club We，位於項目3及5樓，佔地6萬呎。
環宇海灣會所分為7個感觀主題，提供20多項設施，包括6.375米高籃球場、區內罕有的60米室內恆溫泳池、香草園、鋼琴室、Band 房和飛鏢場等設施。此外，屋苑特設以著名魔法電影為主題的兒童會所，當中有魔法列車布置供小朋友玩樂，及以魔法學院主題的藏書庫，讓住戶一家大小享有多元化消閒活動。
會所另有佔地約30,598平方呎綠化空間/園景區。

## 其它設施

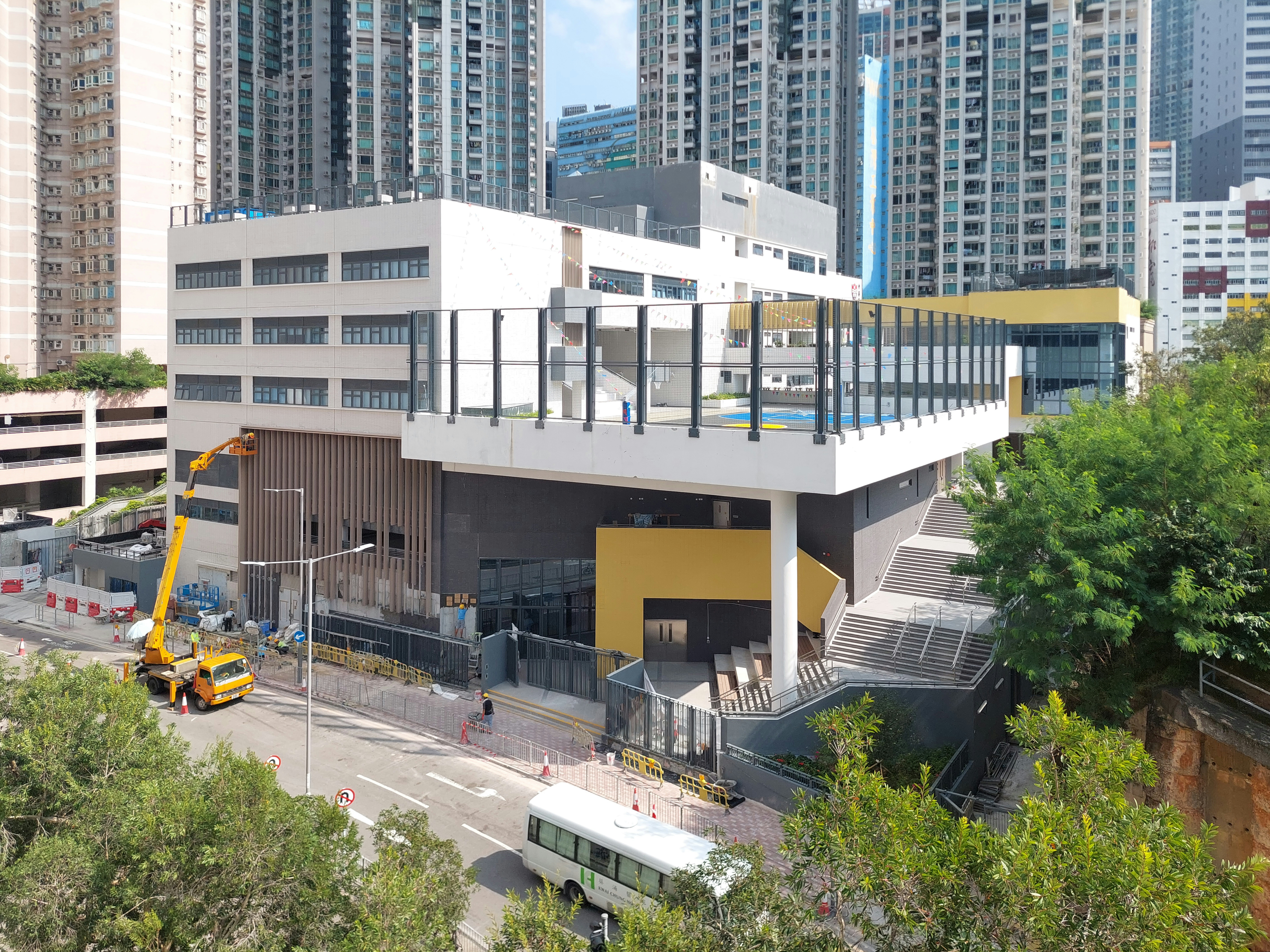
於預留用地上興建的全完第一小學，後方為此屋苑6-8座（2024年9月）

其它主要設施包括停車場、7座與8座之間地下的紫雲間雋逸護養院，並為一所後千禧校舍平整地盤，供政府日後發展之用。
預留小學用地已於2017年尾，批予區內的中華基督教會全完第一小學作重置之用，於2021年10月施工，2024年9月完工遷入。

## 註解
1. ↑  為九廣鐵路公司之代表
2. ↑  最後一個由九鐵批出的上蓋項目為瓏門，於2006年7月招標。

## 外部連結
- 環宇海灣業主討論區 （页面存档备份，存于）
- 環宇海灣業主討論區 Facebook 專頁